# Закірова Римма Раїсівна
 Римма Раїсівна Закірова  (нар.. 1975) — артистка балету Башкирського державного театру опери та балету. Народна артистка Республіки Башкортостан (2010).

## Життєпис
Закірова Римма Раисовна народилася у 1975 році в Уфі. Мати — Бадар Зиннатівна була шкільною вчителькою, батько — Раїс Карімович працював водієм автобуса.
Почала захоплюватися танцями в п'ятирічному віці, відвідувала танцювальний гурток під керівництвом Г. Ф. Мустаева при Палаці культури нафтовиків. Після закінчення третього класу середньої школи вступила до Ufa хореографічне училище, де протягом 8 років навчалася у класі Л. С. Куватової і закінчила його 1995 році.
З 1992 року (з перервами) працює в балетній трупі Башкирського державного театру опери та балету. У 2008 році в складі делегації Республіки Башкортостан виступила на гала-концерті майстрів мистецтв у штаб-квартирі ЮНЕСКО, у складі трупи театру гастролювала в Голландії, США, Франції, Туреччині, Італії, Єгипті, Португалії, Таїланді. Кілька разів брала участь у Міжнародному фестивалі балетного мистецтва імені Р. Нурєєва.
У 1995 році працювала в трупі «Молодий балет Франції» (Париж), у 2001—2002 роках — у балетній трупі «Cairo Opera House» (Каїр, Єгипет).
У 2014 році закінчила Уфимську державну академію мистецтв ім. Загира Ісмагілова.
Неодноразово брала участь у Міжнародному фестивалі балетного мистецтва імені Р. Нурєєва.

## Ролі у виставах
Ліза («Марна обережність» П. Гертеля), Сильфіда («Сильфіда» Х. Левенсхольда), Жизель («Жизель» А. Адана), Кітрі («Дон Кіхот» Л. Мінкуса), Гамзатті («Баядерка» Л. Мінкуса), Вакханка («Вальпургієва ніч» Ш. Гуно), Анель («Блакитний Дунай» В. Штрауса), Одетта-Оділлія («Лебедине озеро» П. Чайковського), Аврора («Спляча красуня» П. Чайковського), Марі («Лускунчик» П. Чайковського), Балерина («La Marionnette» на музику В. Стравінського), Марія (Б. Асафьев «Бахчисарайський фонтан»), Джульєтта («Ромео і Джульєтта» С. Прокоф'єва), Айша (К. Караєв «Сім красунь»), Зайтунгуль («Журавлина пісня» Л.Степанова, З. Ісмагілова) та ін

## Нагороди та звання
- Заслужена артистка Республіки Башкортостан (1998)
- Народна артистка Республіки Башкортостан (2010)
- Премія Міжнародної організації «ТЮРКСОЙ-2010»

## Родина
Чоловік — Максим Купцов, соліст Башкирського театру опери і балету. Дочка — Анастасія.